# Динов, Тодор
То́дор Ди́нов Гео́ргиев (болг. Тодор Динов Георгиев; 24 июля 1919, Дедеагач, ныне Александруполис, Греция — 17 июня 2004, София, Болгария) — болгарский кинорежиссёр, сценарист, художник и педагог. Член-корреспондент Болгарской АН (1977). Народный артист НРБ. Почётный член Академии искусств ГДР.

## Биография
Окончил Государственное промышленное училище в Пловдиве. В 1938—1943 годах учился на театрально-декорационном отделении Художественной академии в Софии, а в 1947—1951 годах — во ВГИКе (мастерская Ивана Иванова-Вано). Зачинатель болгарского анимационного кино и болгарской школы художественной мультипликации. Снимал как рисованные, так и кукольные ленты. Ставил художественные картины. В фильме «Дракон» совместил игровое и анимационное кино. Преподавал анимацию в ВИТИСе. Среди учеников: Доньо Донев, Стоян Дуков, Иван Андонов, Иван Веселинов и другие. Член БКП с 1945 года.
Член жюри Пятого Московского международного кинофестиваля.

## Избранная фильмография

### Режиссёр игровых фильмов
- 1969 — Иконостас / Иконостасът (с Христо Христовым)
- 1974 — Дракон / Ламята (комбинированное игровое и анимационное кино)
- 1977 — Пороховой букварь / Барутен буквар
- 1985 — Грех Малтицы / Грехът на Малтица

### Режиссёр анимационных фильмов
- 1955 — Юнак Марко / Юнак Марко
- 1959 — Прометей / Прометей
- 1960 — Сказка о сосновой ветке / Приказка за боровото клонче
- 1962 — Громоотвод / Гръмоотвод
- 1963 — Яблоко / Ябълката (со Стояном Дуковым)
- 1963 — Ревность / Ревност
- 1965 — Маргаритка / Маргаритката
- 1967 — Изгнанный из рая / Изгонен от рая
- 1970 — Прометей II / Прометей 20
- 1973 — Барабан / Тъпанът

### Сценарист
- 1963 — Яблоко / Ябълката
- 1965 — Маргаритка / Маргаритката
- 1967 — Изгнанный из рая / Изгонен от рая
- 1969 — Иконостас / Иконостасът (по роману Димитра Талева «Железный светильник»)
- 1970 — Прометей II / Прометей 20
- 1973 — Барабан / Тъпанът
- 1977 — Пороховой букварь / Барутен буквар

### Художник
- 1955 — Юнак Марко / Юнак Марко
- 1960 — Сказка о сосновой ветке / Приказка за боровото клонче
- 1962 — Громоотвод / Гръмоотвод
- 1963 — Яблоко / Ябълката
- 1965 — Маргаритка / Маргаритката
- 1967 — Изгнанный из рая / Изгонен от рая
- 1970 — Прометей II / Прометей 20
- 1973 — Барабан / Тъпанът

## Награды
- 1963 — Заслуженный артист НРБ
- 1966 — Димитровская премия
- 1970 — Народный артист НРБ
- 1976 — Герой Социалистического Труда
- 1999 — орден «Стара планина» 1-й степени